# 電腦少女小白
電腦少女小白（日语：／ Dennou Shojo Shiro）是一位於2017年8月12日開始活動的日本虛擬YouTuber，所属事务所为.LIVE。

## 摘要
- 與絆愛、輝夜月、未來明、虚擬口癖蘿莉狐娘Youtuber大叔（日语：バーチャルのじゃロリ狐娘Youtuberおじさん）並稱為「虛擬Youtuber四天王」[3]。
- 以成為能夠登上武道馆的「虛擬世界偶像」為目標，每天都會發佈各類型挑戰的影片的虛擬少女[4][5][6]。
- 稱呼自己的愛好者為「白組」（シロ組），因此她被稱為「組長」。在小白的直播影片中，愛好者的形象為類似豆腐的白色方塊頭。
- 笑的時候會發出高頻的海豚音，因此有「白海豚」（シロイルカ）的別稱，繪文字亦是以海豚（🐬）表示。
- 除日語外，也精通英語、德語、西班牙語等語言。
- 與清純可憐的形象相反，在FPS類遊戲中展示出很強的戰鬥能力，因此她亦被稱為「戰鬥AI」。
- 原型為株式会社APPLAND（.LIVE的母公司）的已經擱置的手機遊戲《少女兵器大戰》的同名主角。

## 制作
该模型在Blender中制作，多边形的数量约为80,000。面部由8种变形组成，头部和手部输入是Perception Neuron，唇形同步是OVR LipSync，输出是Unity。

## 出演

### 電視節目
2018年
- （4月6日 - 、朝日電視台）主持人[7]
- （5月20日、東京電視台）[8]

2019年
- NHK虛擬揚聲歌唱（1月2日、NHK綜合）[9]
- VIRTUALSAN-LOOKING（日语：バーチャルさんはみている）（1月9日 - 3月27日、TOKYO MX）電視動畫[10]
- （超人女子とズケ女プレゼンツ）超人女子戦士 ガリベンガーV（日语：超人女子戦士 ガリベンガーV）（1月17日 - 、朝日電視台）[11][12]
- （2月20日、朝日電視台）
- （3月6日・3月7日、朝日電視台）
- （3月17日、朝日電視頻道1）
- （10月28日・2020年11月9日、NHK教育頻道）
- （12月26日、朝日電視台）

2020年
- NHK虛擬紅白歌合戰（日语：NHKバーチャル紅白歌合戦）（1月1日、NHK綜合）[13]
- NHK虛擬文化祭（8月14日、NHK綜合）[14]

### 電影
- 白爪草（日语：白爪草）（2020年9月19日） 分飾 白椿蒼、白椿紅[15]

### 電台
- （2018年4月26日・5月3日・8月2日、文化放送超!A&G+）與巴恰魯（日语：ばあちゃる）共同
- （2019年2月5日、日本放送）

### 遊戲
2018年
- Modern Combat Versus（本人）

2019年
- （本人）
- （本人）
- 邊緣禁地3（Moze）
- Groove Coaster: Wai Wai Party!!!!（本人）

### 電視廣告
- NTT Docomo 企業CM「コスモフのロケット」篇（2018年12月 - ）

## 活動
2018年
- AnimeJapan2018（3月24日、東京國際展示場）
- Niconico超會議（日语：ニコニコ超会議）2018（4月28日・4月29日、幕張展覽館）
- Unite Tokyo2018（5月8日、東京國際論壇）
- RAGE 2018 Summer（6月17日、幕張展覽館）
- A.I. Party! 〜Birthday with U〜（6月30日）
- （7月28日・7月29日、六本木HillsArena、綜合主持）
- （8月11日、ニコファーレ）
- Animelo Summer Live 2018（8月26日、埼玉超級競技場、AniSama OK! 舞台）
- C3AFA TOKYO 2018（8月26日、幕張展覽館）
- C3AFA JAKARTA 2018（9月2日、印尼會議展覽）
- （9月8日、俄勒岡會議中心）
- VTuberLand（9月17日・9月22日、讀賣樂園）
- （9月21日・9月22日・9月23日、幕張展覽館）
- （11月3日、埼玉超級競技場）
- DOCOMO Open House 2018（12月6日、東京國際展示場、Fever Pitch Fes 2nd Stage內）

2019年
- C3AFA HONG KONG 2019（2月22日、香港會議展覽中心）
- AnimeJapan2019（3月23日・3月24日、東京國際展示場）
- DAY1・DAY2（4月27日・4月28日、幕張展覽館）
- （7月26日・7月27日、六本木HillsArena）
- BILIBILI WORLD 2019（中國）
  - 廣州市（8月16日 - 8月18日）
  - 上海市（10月4日 - 10月6日）
  - 成都市（12月21日 - 12月22日）
- （8月24日、豐洲PIT）
- （8月24日、豐洲PIT）
- DIVE XR FESTIVAL supported by SoftBank（9月23日、幕張展覽館）
- FAVRIC（9月29日、幕張展覽館）
- Vtuberland2019 .LIVEWEEK （10月11日 - 10月18日、讀賣樂園）
- MOBILE GAME EXPERIENCE 2019 -powered by Xperia-（11月9日・11月10日、東京國際展示場、公式支援VTuber）
- （12月28日、橫濱八景島海島樂園）
- V-RIZIN2019（12月29日、埼玉超級競技場 社區競技場特設舞台）

2020年
- （3月1日、パシフィコ横浜 国立大ホール→改為直播）
- （3月22日、bilibili/niconico直播）

2021年
- VTuber Fes Japan 2021 DAY2（1月31日、川口綜合文化中心・Lilia）
- 「VILLS」vol.2（3月21日、SPWN）
- 「VILLS」vol.3（12月18日・19日、SPWN）

## 音樂作品

### 單曲
所有單曲皆以「SIRO」名義發行。
| 發售日期       | 標題 | 規格         | 備註                          |
| -------------- | ---- | ------------ | ----------------------------- |
| 2019年8月31日  |      | 數碼音樂下載 | 電脳少女シロ生誕祭2にて初披露 |
| 2019年8月31日  |      | 數碼音樂下載 | 電脳少女シロ生誕祭2にて初披露 |
| 2019年8月31日  |      | 數碼音樂下載 | 電脳少女シロ生誕祭2にて初披露 |
| 2020年9月9日   |      | 數碼音樂下載 | 電影《白爪草》主題曲          |
| 2021年11月12日 |      | 數碼音樂下載 |                               |
|                |      | 數碼音樂下載 |                               |
| 2022年9月16日  |      | 數碼音樂下載 |                               |

### 參加作品
| 發售日期      | 標題 | 參與歌手 | 備註                                            |
| ------------- | --- | --- | ----------------------------------------------- |
| 2019年3月6日  | （feat. 中田康貴） | Virtual Real（未來明、電腦少女小白、貓宮日向、月之美兔、田中姬、鈴木雛）                                                   | 電視動畫《VIRTUALSAN-LOOKING》後期片頭曲        |
| 2019年6月7日  | | 水木一郎、電腦少女小白 | 電視節目《超人女子戰士 Gariben Girl V》片尾曲   |
| 2019年11月7日 | GROOVE LOOP | 電腦少女小白、未來明、月之美兔                                                                                             | 遊戲《Groove Coaster: Wai Wai Party!!!!》主題曲 |
| 2022年1月26日 | | SIRO | 雜錦專輯《SPOTLIGHT vol.2》收錄曲               |
| 2022年1月26日 | 犬山玉姬、SIRO | | 雜錦專輯《SPOTLIGHT vol.2》收錄曲               |
| 2022年1月26日 | 杏戶Uge、犬山玉姬、VESPERBELL、潤羽露西婭、大空昴、神樂七奈、時雨羽衣、白雪深白、SIRO、白銀諾艾爾、宗谷Ichika、somunia、 | | 雜錦專輯《SPOTLIGHT vol.2》收錄曲               |
| 2022年4月11日 | | .LIVE（電腦少女小白、毛絨田咩咩咩、卡蘿·皮諾、花京院櫻桃、神樂鈴、大和伊織、Merry Milk、六夢、Rurun Rururica、七星Milily） |                                                 |

## 書籍
- （KADOKAWA、2018年7月28日發行、ISBN 978-4-04-072783-7）[22]
- （KADOKAWA、2019年4月25日發行、ISBN 978-4-04-065620-5）[23]
- （KADOKAWA、2019年12月25日發行、ISBN 978-4-04-733406-9）[24]